# Hannes Holm
Hannes Holm (ur. 26 listopada 1962 w Lidingö) – szwedzki reżyser i scenarzysta filmowy. Specjalizuje się w komediach, takich jak np. Wspaniała i kochana przez wszystkich (2007). W większości swoich filmów obsadzał aktora Månsa Herngrena.
Jego największym sukcesem okazał się komediodramat Mężczyzna imieniem Ove (2015), zrealizowany na podstawie powieści Fredrika Backmana. Film otrzymał Europejską Nagrodę Filmową dla najlepszej komedii roku; zdobył też dwie nominacje do Oscara: za najlepszy film nieanglojęzyczny oraz za najlepszą charakteryzację. W 2022 r. premierę miał hollywoodzki remake w reżyserii Marca Forstera pt. Mężczyzna imieniem Otto z Tomem Hanksem w roli głównej.